# 特爾尼省
特爾尼省（Provincia di Terni）是意大利翁布里亚大区的一個省。面積2,122平方公里，2005年人口184,325人。首府特爾尼。2006年時，該省只有四個市鎮人口超過10000人，分別是特爾尼、奥尔维耶托、纳尔尼和阿梅利亚。
下分33市鎮。